# Bart of Darkness
Bart of Darkness, llamado Bart de oscuridad en España y El diabólico Bart en Latinoamérica, es un capítulo perteneciente a la sexta temporada de la serie animada Los Simpson. El episodio fue producido durante el terremoto de 1994 en Northridge, por lo cual suspendieron su producción durante un mes. Además, es una parodia del filme de Alfred Hitchcock de 1954 Rear Window. Los Simpson se compran una piscina, la cual Bart no puede disfrutar porque se rompe la pierna, mientras que su hermana Lisa se vuelve popular debido al interés de los niños en la piscina.

## Sinopsis
En el verano, una fuerte ola de calor invade Springfield. Bart y Lisa descubren con alegría una piscina-móvil, un camión con piscina en su parte trasera conducido por Otto, que se estaciona frente a su casa. Luego de pasar todo el día en la piscina, los niños le exigen a Homer que les compre una propia.
Una vez que compran y fabrican su piscina, los niños de Springfield comienzan a visitar a Bart y a Lisa todos los días. Bart, un día, sube a la casita del árbol, y allí lo retan a que se lance de clavado a la piscina. Cuando está por hacerlo, Nelson le hace una broma, provocando que Bart se distraiga y caiga al suelo. Más tarde en el hospital, se descubre que se había quebrado una pierna y deberá pasar el resto del verano encerrado con un yeso en su pierna. Al estar aislado en su habitación, el niño se vuelve cada vez más paranoico e irritado. Lisa, para entretenerlo, le presta su telescopio, con el que Bart comienza a espiar a sus vecinos. 
Un día, Bart escucha un grito proveniente de la casa de los Flanders, y ve con su telescopio a Nedenterrando algo en su jardín trasero. Con el tiempo, el niño comienza a sospechar cada vez más que su vecino había asesinado a su esposa Maude.
Mientras tanto, Lisa goza de su nueva popularidad, ya que al ser la propietaria de la piscina, todos los niños la veneran. Sin embargo, Martin Prince, consumido por la envidia, manda construir en su casa una piscina más grande, provocando que todos abandonen a Lisa para asistir a la casa de Martin. Bart convence a Lisa de ir a la casa de los Flanders y buscar evidencias del asesinato. Cuando Lisa entra en la casa, Bart ve el auto de Ned aparcando en la entrada, dándose cuenta de que había vuelto antes de tiempo. Desesperado, Bart va a la casa de Ned para rescatar a Lisa, quien se había escondido en el ático. El vecino, mientras tanto, había tomado un hacha y estaba subiendo directamente al ático.
Cuando Bart llega al ático, ve a Ned con el hacha y comienza a gritar, pero descubre que la intención de Flanders era sólo la de guardar la herramienta. Luego todos ven que Maude estaba sana y salva, ya que había pasado la semana en un parque temático religioso. La víctima del "asesinato" había sido una planta de ficus, y el grito que había oído Bart, aunque afeminado, lo había proferido el propio Ned Flanders.

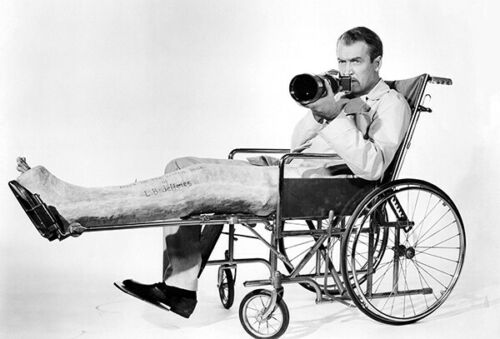
El tercer acto del episodio parodia la película Rear Window, mostrando dos veces al personaje L. B. "Jeff" Jefferies.